# Combat Cars (datorspel)
Combat Cars är ett racingspel med vapenbestyckade fordon, utgivet 1994 till Sega Mega Drive. Man tävlar på 24 olika banor.

## Spelbara karaktärer
- Jackyl
- Sadie
- Ray
- Mekmac
- Metro
- Growl
- Mama
- Andrew

### Fotnoter
1. ↑  ”Combat Cars” (på engelska). Mobygames. http://www.mobygames.com/game/genesis/combat-cars. Läst 5 juni 2014.